# Hang Tight Honey
«Hang Tight Honey» — песня американской кантри-певицы Лэйни Уилсон. Она была выпущена 20 мая 2024 года как ведущий сингл её пятого студийного альбома Whirlwind. Она была написана Уилсон, Джейсоном Никсом, Полом Сайксом, Драйвером Уильямсом и спродюсирована Джеем Джойсом.
«4x4xU» достигла третьего места в кантри-чарте Канады, 13-го места в радиоэфирном чарте Billboard Country Airplay и 19-го места в кантри-чарте Billboard Hot Country Songs.

## История
С точки зрения текста, «Hang Tight Honey» была вдохновлена жизнью Уилсон в дороге в качестве гастролирующей исполнительницы, тоскующей по дому и проводящей время со своим парнем, хотя мелодия и бит описываются как «заразительные» и характерные для живого выступления Уилсон. Уилсон написала «гибрид кантри-фанка и рока» вместе с Джейсоном Никсом, Полом Сайксом и Драйвером Уильямсом. Уилсон сказала о сингле: «Я бегаю по дорогам без остановки уже несколько лет, и я не буду вам врать, иногда бывает тяжело находиться вдали от дома так долго. В то же время, воспоминания о том, что такое „дом“, и о том, что я могу сделать для тех, кого люблю, благодаря проделанной работе, — это то, что заставляет меня двигаться вперёд и делает все это стоящим».
Он следует за промосинглом «Country’s Cool Again», который также был включён в альбом Whirlwind и разделяет название с её туром, который начался 31 мая 2024 года в Нашвилле.

## Живые исполнения
Уилсон впервые дебютировала с песней вживую, вместе с кавером «God Blessed Texas», когда она открывала 59-ю церемонию вручения премии Academy of Country Music Awards 16 мая 2024 года. Уилсон исполнила песню вживую в финале 25-го сезона телешоу The Voice 21 мая 2024 года, а Риба Макинтайр удивила её приглашением стать участницей Grand Ole Opry.

## Музыкальное видео
Музыкальное видео для «Hang Tight Honey» было снято Дано Черни и премьера состоялась 3 июля 2024 года. В нём Уилсон показана в двух различных нарядах для выступления на винтажном варьете-шоу, с бледно-голубым брючным костюмом в стиле 1960-х годов с высокой причёской в одном образе и более традиционными регалиями Уилсон из ковбойской шляпы и брюк-клёш в другом. Эти сцены перемежаются кадрами, следующими за Уилсон и её группой, когда они путешествуют по стране в её гастрольном автобусе. Видео заканчивается тизером «Продолжение следует…» перед премьерой музыкального видео для «4x4xU», ещё одного рекламного сингла от Whirlwind, которая состоится 4 июля 2024 года.

## Коммерческий успех
Песня «Hang Tight Honey» дебютировала в чарте Billboard Country Airplay на 23-м месте. Позднее «Hang Tight Honey» поднялась на третье место в кантри-чарте Канады, достигла 13-го места в радиоэфирном чарте Billboard Country Airplay (став первой после дебютного сингла «Dirty Looks» песней, не попавшей в десятку лучших этого чарта) и 19-го места в кантри-чарте Billboard Hot Country Songs.

## Чарты

### Еженедельные чарты
| Чарт (2024)                         | Высшая позиция |
| ----------------------------------- | -------------- |
| Канада (Billboard Canadian Hot 100) | 81             |
| Канада (Billboard Country)          | 3              |
| США (Billboard Hot 100)             | 61             |
| США (Billboard Country Airplay)     | 13             |
| США (Billboard Hot Country Songs)   | 19             |